# 金容星
金 容星（きん ようせい、生没年不明）は、韓国の男子重量挙げ選手。
1936年（昭和11年）5月31日、東京都で開催された第1回全日本ウエイトリフティング選手権大会で軽量級で優勝した。この大会では彼のほかのちにオリンピックの銅メダリストとなる金晟集が韓国から出場している。開催階級の変更後は67.5kg級に出場し第2回と第3回で優勝している。